# プラスディー
株式会社プラスディー（PLUS-D Inc.）は、東京都目黒区に本社を置くデザインエージェンシー、クリエイティブエージェンシー企業。

## 概要
2008年、WOWOW、カフェグルーヴ出身の本田晋一郎（現：株式会社イノベーションパートナーズCEO）とソニー・ミュージックエンタテインメント、リクルートエージェント（現リクルートキャリア）出身の白井淳（現：株式会社プラスディー取締役会長）により設立。なお、本田は現在プラスディーと関係は無くなっている。
現在は、ブランドデザイン、マーケティング/PR戦略設計、各種クリエイティブの制作を主な事業としている。過去には、プロダクション事業や映画制作事業も行っていた。
2020年、オープンハウスグループの子会社となった。
2021年6月、独自ブランド「UNBUNDLE（アンバンドル）」を立ち上げ、ノンアルコールカクテル等の販売を開始している。

## 制作映画
- オオカミ少女と黒王子、2016年5月公開
- 銀魂、2017年7月公開
- 50回目のファーストキス、2018年6月公開
- 銀魂2 掟は破るためにこそある、2018年8月公開

## 支社
- 東京本社：東京都目黒区青葉台3-17-9 THE WORKS ANNEX 1F
- 関西支社：大阪府大阪市中央区平野町3-1-6 BizMiiX Yodoyabashi 508
- 宮崎支社：宮崎県宮崎市橘通西3-10-32 ATOMica宮崎

## 公式サイト
- プラスディー公式サイト
- プラスディー (@plusd_jp) - X（旧Twitter）
- プラスディー大阪オフィス (@plusd_kansai) - X（旧Twitter）
- プラスディー (@plus_dinc) - Instagram